# Symphonie en fa dièse majeur de Korngold
La Symphonie en fa dièse majeur opus 40 est une symphonie d'Erich Wolfgang Korngold.

## Présentation
Dédiée à la mémoire du président Franklin Delano Roosevelt, la Symphonie en fa dièse majeur opus 40 est créée le 17 octobre 1954 par l'Orchestre symphonique de Vienne sous la direction de Harold Byrns (en) à la radio autrichienne. Elle est reprise en concert à Munich le 27 novembre 1972 sous la direction de Rudolf Kempe qui l'a retrouvée alors qu'elle avait été perdue. Depuis sa redécouverte, elle est entrée au répertoire avec de nombreux enregistrements.

## Structure
1. Moderato ma energico
2. Scherzo
3. Adagio
4. Finale

- Durée d'exécution: cinquante minutes.

## Analyse
Dédiée à Roosevelt, mort en avril 1945, tout comme la cinquième symphonie (1945) de son collègue autrichien, en exil lui aussi, Karl Weigl. Cette œuvre tardive est l'unique symphonie de l'auteur — si l'on met à part la sinfonietta de 1913. Korngold emploie un matériau thématique provenant de la partition de The Private Lives of Elizabeth and Essex / La Vie privée d'Élisabeth d'Angleterre (1939), mais s'éloigne résolument des « facilités » de la musique de film. Le langage s'essaye de « conjurer un monde perdu » selon l'expression de Burkhard Schmilgun. L'effectif traditionnel de l'orchestre est renforcé par une section de percussion importante. Le sommet de l'œuvre est l'Adagio souvent commenté comme étant à la hauteur de Bruckner ou Mahler. L'œuvre qui dure cinquante minutes, est saluée par Dimitri Mitropoulos et Walter, mais n'obtient pas le succès attendu et ne connaît même pas de création digne de ce nom avant la disparition du compositeur. La session avec Harold Byrns est décrite comme proche de la calamité en raison du peu de répétitions en regard des difficultés de l'œuvre. Korngold a insisté pour que soit annulé la retransmission, en vain. Malgré des essais aux États-Unis avec Golschmann, à Gratz et Munich peu après. Dimitri Mitropoulos, lorsqu'il découvre la partition en 1959, promet de mettre à ses programmes l'année suivante, mais meurt entre-temps : « Durant toute ma vie j'ai cherché l'œuvre moderne idéale ; je l'ai trouvé dans cette symphonie », dit-il. C'est Rudolf Kempe qui la reprend à Munich ayant découvert la partition dans la bibliothèque de la Philharmonie. Elle est enregistrée pour RCA le 27 novembre 1972 avec pour producteur le fils, George Korngold. Seule une petite coupure dans le Scherzo a été faite.

## Instrumentation
- trois flûtes (la troisième doublant un piccolo), deux hautbois, deux clarinettes, une clarinette basse, deux bassons, un contrebasson, quatre cors, trois trompettes, quatre trombones, un tuba, timbales, grosse caisse, cymbales, gong, glockenspiel, marimba, xylophone, harpe, piano (doublant un célesta), cordes.